# Джафар аль-Аскарі
Джафар Паша Мустафа ібн Абдул Рахман аль-Аскарі (араб. جعفر العسكري; 15 вересня 1885 — 30 жовтня 1936) — іракський державний і політичний діяч, перший міністр оборони країни, двічі обіймав посаду міністра закордонних справ, а також двічі очолював уряд Іраку.

## Життєпис
Народився в родині офіцера османської армії. 1901 року закінчив військове училище в Багдаді, а 1904 року закінчив військовий коледж у Стамбулі й отримав звання другого лейтенанта. У 1910-1912 роках підвищував свою кваліфікацію в Німеччині. Після початку Першої Балканської війни був відкликаний та призначений на посаду командира роти. Після поранення у жовтні 1912 року був переведений до штабу 10-го корпусу. Командувачем корпусу на той момент був Енвер-паша. Після завершення Балканських війн працював інструктором у військовій академії в Алеппо і склав іспити в академії Генерального штабу.
Під час Першої світової війни служив офіцером в османській армії, поки 1916 року не потрапив у полон до британців. Йому вдалось утекти з полону, після чого приєднався до Великого арабського повстання 1916 року, очоливши арабську армію. Брав участь у затвердженні еміра Фейсала на сирійському й іракському троні. В 1919 року останній призначив Джафара військовим губернатором Алеппо. Він став одним з перших членів нового іракського уряду під британським мандатом. У 1923 й 1924 роках обіймав посаду дипломатичного посланця в Лондоні.
За часів першого прем'єрства (1923) займався скликанням Установчих зборів і затвердженням британсько-іракського договору (1924). В уряді Ясіна аль-Хашимі Джафар аль-Аскарі зайняв пост міністра оборони. У жовтні 1936 року офіцери на чолі з генералом Бакром Сідкі за підтримки лідера націоналістів Хікмета Сулеймана здійснили військовий переворот, під час якого аль-Аскарі був убитий.